# PGC 135050
LEDA/PGC 135050 ist eine Spiralgalaxie vom Hubble-Typ S im Sternbild Eridanus am Südsternhimmel. Sie ist schätzungsweise 1 Milliarde Lichtjahre von der Milchstraße entfernt. Im selben Himmelsareal befinden sich u. a. die Galaxien NGC 1352, NGC 1359, NGC 1362.